# Књиге Макавејске
Књиге Макавејске су јеврејске историјске књиге о Макавејцима, предводницима побуне против цара Антиоха IV Епифана из династије Селеукида. Неке од књига које се називају Макавејским су садржане у разним библијским канонима.
У Српској православној цркви прве четири књиге убрајају се у Свето Писмо као књиге ширег канона, у римокатолицизму прве две књиге убрајају се у девтероканонске, док се у јудаизму и код протестаната све макавејске књиге сматрају за апокрифне.
У макавејске књиге спадају:
- Прва књига Макавејска - један од најцењенијих документованих извора који подобно описује ток јеврејског устанка против деспотизма Селеукида. Обухвата историју Макавеја од 175. п. н. е. до 134. п. н. е. Изворно писана на хебрејском.
- Друга књига Макавејска - важи не као наставак прве књиге, већ пре као њена допуна. Посебно се осврће на Јуду Макавеја. У њој се описују неколико концепата због којих је одбацују протестанти, као што је нпр. молитва за умрле (2. Мак. 12:43-45).
- Трећа књига Макавејска - повезана са претходне две књиге општим заплетом. Описује прогоне Јевреја за време владавине египатског цара Птолемеја IV Филопатора.
- Четврта књига Макавејска - представља филозофски говор, који хвали надмоћ разума над страшћу, наводећи као пример макавејске мученике. Заједно са претходне три књиге јесте део Александријске старозаветног канона тзв. Септуагинте.

Поред наведених, у макавејске књиге се понекад убрајају:
- Пета књига Макавејска - књига на арапском језику која описује период од 186. п. н. е. до 6. п. н. е. Исти назив користи се и за сиријску верзију 6. књиге "Јеврејског рата" од Јосифа Флавија.
- Шеста књига Макавејска - сиријска песма, за коју се сматра да вуче заједничко порекло из изгубљеног изворника са Четвртом Макавејском.
- Седма књига Макавејска - сиријско дело усредсређено на говорима макавејских мученика и њихове мајке.
- Осма књига Макавејска - кратак извештај о устанку, који се заснива на Селеукидским изворима, сачуван у Дневнику Јована Малале.

Макавејске књиге не треба поистовећивати са три књиге Мекабјана, које су део старозаветног канона Етиопске оријенталне цркве.